# DUSP14
DUSP14 (англ. Dual specificity phosphatase 14) – білок, який кодується однойменним геном, розташованим у людей на довгому плечі 17-ї хромосоми. Довжина поліпептидного ланцюга білка становить 198 амінокислот, а молекулярна маса — 22 255.
| 10         |  | 20         |  | 30         |  | 40         |  | 50         |
| ---------- |  | ---------- |  | ---------- |  | ---------- |  | ---------- |
| MSSRGHSTLP |  | RTLMAPRMIS |  | EGDIGGIAQI |  | TSSLFLGRGS |  | VASNRHLLQA |
| RGITCIVNAT |  | IEIPNFNWPQ |  | FEYVKVPLAD |  | MPHAPIGLYF |  | DTVADKIHSV |
| SRKHGATLVH |  | CAAGVSRSAT |  | LCIAYLMKFH |  | NVCLLEAYNW |  | VKARRPVIRP |
| NVGFWRQLID |  | YERQLFGKST |  | VKMVQTPYGI |  | VPDVYEKESR |  | HLMPYWGI   |

A: Аланін

C: Цистеїн

D: Аспарагінова кислота

E: Глутамінова кислота

F: Фенілаланін

G: Гліцин

H: Гістидин

I: Ізолейцин

K: Лізин

L: Лейцин

M: Метіонін

N: Аспарагін

P: Пролін

Q: Глутамін

R: Аргінін

S: Серин

T: Треонін

V: Валін

W: Триптофан

Кодований геном білок за функціями належить до гідролаз, протеїн-фосфатаз. 